# Narain Karthikeyan
Kumar Ram Narain Karthikeyan (Coimbatore, 14 gennaio 1977) è un ex pilota automobilistico indiano.

## Biografia
Suo padre G.R. Karthikeyan è stato campione indiano di rally.

## La carriera

### Gli esordi
Iniziò nel mondo dell'automobilismo con la Formula Maruti, massimo campionato indiano di monoposto, salendo sul podio già alla prima gara. Successivamente si trasferì in Francia per frequentare la scuola di pilotaggio Elf Winfield Racing School. Per la stagione 1993 all'età di 15 anni, tornò in India per correre nuovamente in Formula Maruti e nello stesso anno, gareggiò anche nel campionato Formula Vauxhall Junior in Gran Bretagna.
Nel 1994, tornò nel Regno Unito, correndo nella Formula Ford Zetec come secondo pilota ufficiale del team Vector per la Foundation Racing. Il momento clou della stagione fu un podio in una gara di supporto al Gran Premio del Portogallo di F1 disputatasi all'Estoril. Prese parte anche alla British Formula Ford Winter Series, diventando il primo pilota indiano a vincere un campionato in Europa.
Nel 1995, Karthikeyan partecipò al campionato di Formula Asia per sole quattro gare. Tuttavia, mostrò subito un buon ritmo e riuscì a concludere secondo la gara di Shah Alam, in Malesia. Nel 1996, disputò un'intera stagione nella serie e divenne il primo indiano e il primo asiatico a vincere la serie Formula Asia International. Tornò in Gran Bretagna nel 1997 per competere nel campionato britannico di Formula Opel con il team Nemesis Motorsport, conquistando una pole position e una vittoria a Donington Park e concludendo sesto nella classifica generale a punti.
Nel 1998, fece il suo debutto nella F3 britannica con il team Carlin Motorsport. Gareggiando in sole 10 gare, ottenne due terzi posti nelle ultime due gare della stagione, a Spa-Francorchamps e Silvertone, concludendo al 12° posto assoluto. Proseguì nello stesso campionato anche nell'anno seguente, salendo sul podio cinque volte, con due vittorie conquistate a Brands Hatch. La sua stagione includeva anche due pole position, tre giri più veloci e due record sul giro, che lo aiutarono a raggiungere il sesto posto in campionato. Gareggiò anche nel Gran Premio di Macao , qualificandosi in sesta posizione e concludendo sesto nella seconda gara. Fu il primo pilota automobilistico a registrare una vittoria per la Carlin nella F3 britannica. Da allora la Carlin è stata invincibile in termini di vittorie nel campionato britannico di F3. Proseguendo la sua corsa nel Campionato Britannico di F3 anche nel 2000, si classificò quarto in classifica generale, conquistando anche la pole position e il giro più veloce al prestigioso Gran Premio di Macao. Inoltre vinse anche la gara di F3 Internazionale a Spa-Francorchamps e il Super Premio di Corea.
I buoni risultati lo fecero avanzare nel 2001 in Formula Nippon, ben figurando e concludendo l'anno tra i primi dieci, iniziando nello stesso anno i primi contatti con la Formula 1.
Nel 2002, passò alla Formula V8 3.5 rinominata Telefónica World Series con il Team Tata RC Motorsport, conquistando una pole position e stabilendo il giro più veloce di una categoria non Formula 1 sul Circuito di Interlagos in Brasile. Proseguendo nella rinominata Superfund World Series nel 2003, Karthikeyan ottenne quattro podi, classificandosi quarto in classifica generale. Questi risultati gli valsero nuovamente contatti con i team di F1.
Ha continuato a partecipare alla Nissan World Series nel 2004, ottenendo vittorie a Valencia , in Spagna e a Magny-Cours , in Francia , e concludendo al 6° posto in classifica; ha inoltre fatto una sola apparizione nel campionato FIA GT per la Scuderia Veregra, in coppia con Anthony Beltoise e Maktoum Hasher Al Maktoum alla Dubai 500 km , concludendo all'11° posto di classe e al 19° posto in classifica generale.

### Formula 1

#### 2001-2004 Gli inizi
Grazie ai buoni risultati ottenuti in Formula Nippon e nelle stagioni precedenti di F3 britannica, nel 2001 ci furono i primi contatti con il Circus della Formula 1, testando all'età di 24 anni il 14 giugno sul Circuito di Silverstone per il team Jaguar Racing una Jaguar R2, vettura impegnata nel mondiale di quell'anno, diventando nell'occasione il primo indiano a guidare una vettura di F1, impressionando gli addetti ai lavori presenti quel giorno. Il positivo test effettuato, spinse i dirigenti della Jordan ad offrirgli un secondo test in F1, affidandogli una Jordan EJ11, vettura del Campionato 2001 per una giornata svolta a settembre sempre a Silverstone, continuando ad impressionare e guadagnandosi un successivo test il 5 ottobre, a cui partecipò anche il pilota titolare e seconda guida Jean Alesi sul Circuito del Mugello concludendo a solo mezzo secondo dall'esperto pilota francese.
Nel 2003 sempre grazie agli ottimi risultati conseguiti, gli valsero nel mese di dicembre un nuovo test in F1 con il team italiano della Minardi, testando a Vallelunga una Minardi PS03. L'ottimo test svolto, gli valse da parte del proprietario della scuderia faentina Paul Stoddart l'offerta di un posto come pilota titolare per il Campionato 2004, ma non riuscì a raccogliere i fondi di sponsorizzazione necessari per concludere l'accordo, preferendogli i piloti Zsolt Baumgartner e Gianmaria Bruni.

#### 2005: Jordan

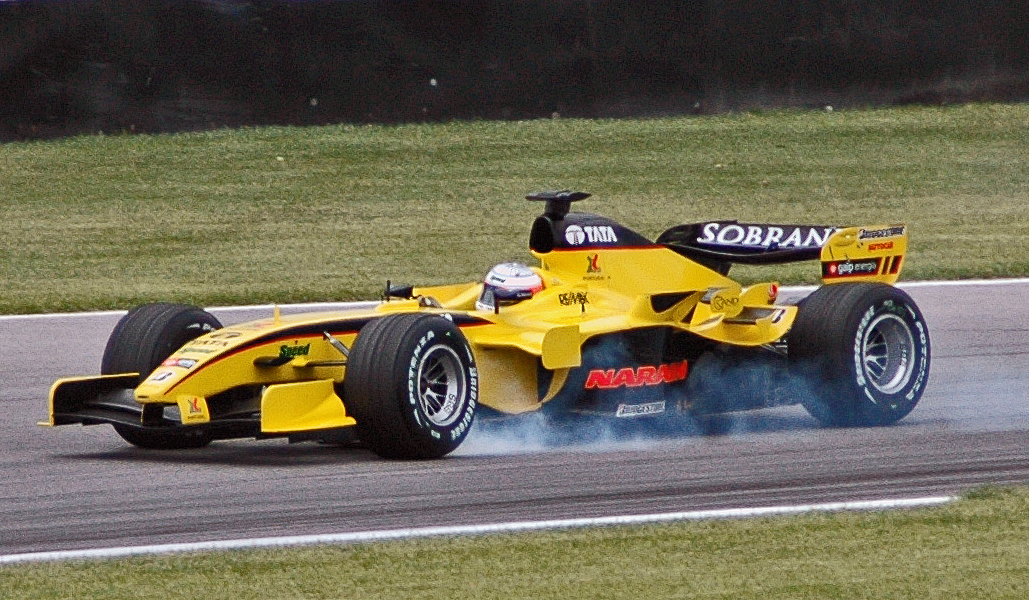
Al volante della Jordan nel GP USA 2005

Il 1° febbraio 2005 grazie anche alla sponsorizzazione della Tata Motors firmò un contratto valido per il Campionato 2005 con la scuderia Jordan, divenendo primo pilota indiano della storia a partecipare ad una stagione di Formula 1, e formando la coppia dei piloti con il portoghese Tiago Monteiro. Successivamente completò la distanza di prova necessaria di 300 km su una vettura di F1 per ottenere la superlicenza sul circuito di Silverstone il 10 febbraio. Nel suo GP d'esordio al Circuito Albert Park ottiene un ottimo 12° posto in qualifica, salvo poi per un errore in gara terminando 15° a due giri dal vincitore Giancarlo Fisichella. Ottenendo un 4º posto al controverso Gran Premio degli Stati Uniti, disputato da sole sei vetture gommate Bridgestone. Grazie a questo piazzamento, risulta essere l'unico pilota indiano ad aver marcato punti in un Gran Premio. Nelle altre gare del campionato però l'indiano non fu più in grado di raggiungere la zona punti, anche a causa della scarsa competitività della vettura, riuscendo il più delle volte a precedere il suo compagno di squadra e ad avere maggiore capacità in qualifica piuttosto che in gara, centrando nell'ultimo appuntamento stagionale al Gran Premio di Cina un sorprendente 11° posto in qualifica che ne fece il miglior piazzamento stagionale della scuderia irlandese (andando a migliorare il 12° posto del GP d'Australia che per'altro apparteneva sempre a lui) concludendo il campionato in 18º posizione con 5 punti. A fine stagione poichè il team fu acquisito e ribattezzato Midland F1 Racing per la stagione 2006, il cambio di gestione suscitò qualche dubbio sul futuro di Karthikeyan in squadra. Verso la fine dell'anno, annunciò che non avrebbe guidato per Midland l'anno successivo, presumibilmente a causa della richiesta di un pagamento di ben 11,7 milioni di dollari per assicurarsi un posto in squadra.

#### 2006-2007: Williams
L'8 dicembre 2005, Karthikeyan testò per la Williams sul circuito del Montmeló in Spagna e finì quinto, superando il secondo pilota titolare Nico Rosberg, che arrivò nono. Il 27 gennaio 2006, la Williams confermò Karthikeyan come quarto pilota per il campionato 2006. Affidandogli i compiti di test per la squadra insieme ad Alexander Wurz, che era stato confermato in precedenza come terzo pilota della squadra. Fu mantenuto come pilota collaudatore di riserva per il team inglese anche per la stagione 2007 insieme a Kazuki Nakajima. Dal 2007 al 2010 il pilota indiano ha anche corso per la sua nazione nell'A1 Grand Prix, dove ha ottenuto 2 vittorie. Successivamente è stato in trattativa col il team Spyker F1 per il proseguimento della stagione 2007 dopo il licenziamento di Christijan Albers, venendogli poi preferito Sakon Yamamoto per maggiore contributo dagli sponsor e per il Campionato 2008 prima con Super Aguri e poi con il neonato team indiano Force India. 

#### 2011-2012: HRT
Il 7 gennaio 2011 il pilota indiano è stato ingaggiato dalla HRT per il campionato 2011; al Gran Premio d'Europa diventa il primo pilota nella storia della Formula 1 ad arrivare 24°. Dal Gran Premio di Gran Bretagna il suo posto da pilota titolare alla HRT viene preso da Daniel Ricciardo, tranne che per il Gran Premio d'India.  Nel Gran Premio di Germania, e in quelli di Giappone e Corea, sostituisce Vitantonio Liuzzi nelle prove libere; nel Gran Premio di Singapore torna al volante della HRT sempre per le prove libere.

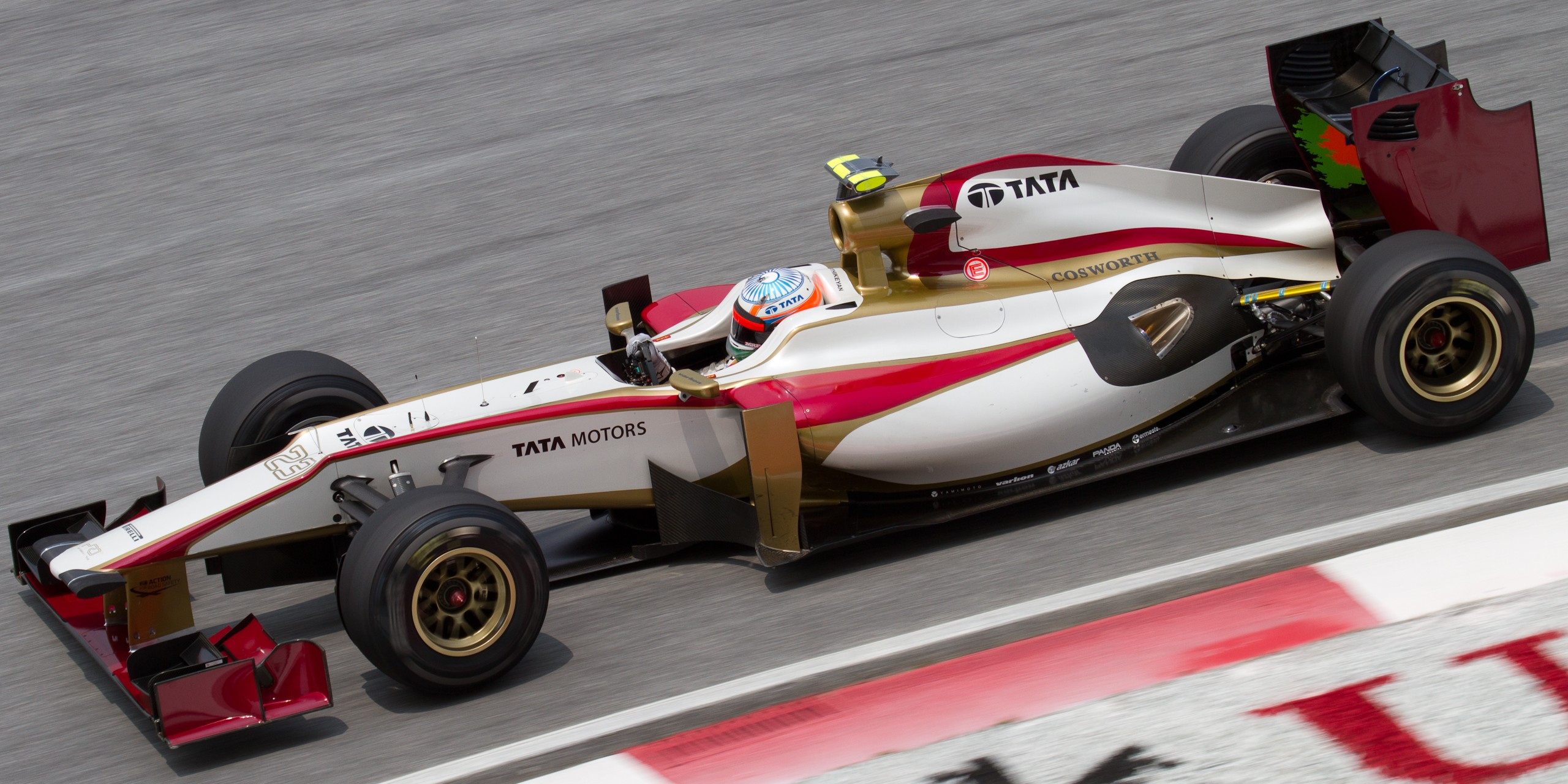
Karthikeyan al Gran Premio della Malesia 2012 a bordo dell'HRT

Il 3 febbraio 2012 viene confermato dalla HRT anche per il campionato 2012 accanto allo spagnolo Pedro de la Rosa; la stagione è molto deludente, con la mancata qualifica al primo gran premio. Al Gran Premio d'Italia riesce per la prima volta in stagione a precedere in qualifica il suo compagno di squadra, risultato che ripeterà anche a Singapore. Tuttavia in gara il pilota indiano non riuscirà mai a precedere il compagno, con tempi di oltre un secondo al giro più lento sul ritmo di gara rispetto allo spagnolo; in Corea Narain finisce la sua qualifica dopo sei minuti a causa di un testacoda, mentre ad Abu Dhabi rimane coinvolto in uno spettacolare ma pericoloso incidente con Nico Rosberg, che nel tentativo di sorpassarlo gli piomba addosso sfiorandogli la testa, ma per fortuna i piloti escono illesi dalle rispettive vetture. Narain termina la sua seconda stagione in HRT al 24º posto con 0 punti, precedendo il compagno di squadra solo grazie al 15º posto ottenuto a Monte Carlo. Rimasto senza volante, a fine stagione decide di ritirarsi dalla Formula 1.

### Dopo la Formula 1
Conclusa la carriera in Formula 1, nel 2013 passa al campionato Auto GP; corre le prime tre gare con il team Zele Racing per poi passare al team Super Nova Racing. Dal 2014 al 2018 corre nella Super Formula giapponese, mentre nella stagione successiva passa nel Super GT con il team Modulo Nakajima Racing.

## Risultati
| Stagione | Serie                                      | Team                                 | Gare         | Vittorie     | Pole         | GPV          | Podi         | Punti        | Pos.         |
| -------- | ------------------------------------------ | ------------------------------------ | ------------ | ------------ | ------------ | ------------ | ------------ | ------------ | ------------ |
| 1992     | Indian Formula Maruti                      | ?                                    | ?            | ?            | ?            | ?            | 1            | ?            | ?            |
| 1992     | Pilote Elf Competition for Formula Renault | ?                                    | ?            | 1            | ?            | ?            | ?            | ?            | ?            |
| 1993     | Indian Formula Maruti                      | ?                                    | ?            | ?            | ?            | ?            | ?            | ?            | ?            |
| 1993     | British Formula Vauxhall Junior            | ?                                    | ?            | ?            | ?            | ?            | ?            | ?            | ?            |
| 1994     | Formula Ford Zetec                         | ?                                    | ?            | ?            | ?            | ?            | 1            | ?            | ?            |
| 1994     | British Formula Ford Winter Series         | ?                                    | ?            | ?            | ?            | ?            | ?            | ?            | 1º           |
| 1995     | Formula Asia                               | ?                                    | 4            | ?            | ?            | ?            | ?            | ?            | ?            |
| 1996     | Formula Asia                               | Marlboro Castrol Meritus Racing Team | ?            | ?            | ?            | ?            | ?            | ?            | 1º           |
| 1997     | British Formula Vauxhall                   | Nemesis Racing                       | ?            | 1            | ?            | ?            | 2            | 43           | 8º           |
| 1998     | Formula 3 britannica                       | Intersport                           | 4            | 0            | 0            | 0            | 0            | 44           | 12º          |
| 1998     |                                            | Carlin Motorsport                    | 6            | 0            | 0            | 0            | 2            | 44           | 12º          |
| 1998     | Gran Premio di Macao                       | Carlin Motorsport                    | 1            | 0            | 0            | 0            | 0            | 0            | 11º          |
| 1999     | Formula 3 britannica                       | Carlin Motorsport                    | 16           | 2            | 2            | 3            | 4            | 104          | 6º           |
| 1999     | Gran Premio di Macao                       | Stewart Racing                       | 1            | 0            | 0            | 0            | 0            | 0            | 14º          |
| 1999     | Masters di Formula 3                       | Carlin Motorsport                    | 1            | 0            | 0            | 0            | 0            | 0            | 16º          |
| 1999     | MRF Madras Formula 3 Grand Prix            |                                      | 4            | 2            | ?            | ?            | 2            | ?            | 3º           |
| 1999     | Gran Premio di Pau                         | Carlin Motorsport                    | 1            | 0            | 0            | 0            | 0            | 0            | NC           |
| 1999     | Korea Super Prix                           | Stewart Racing                       | 1            | 0            | 0            | 0            | 0            | 0            | NC           |
| 2000     | Formula 3 britannica                       | Stewart Racing                       | 14           | 0            | 0            | 0            | 4            | 100          | 4º           |
| 2000     | Gran Premio di Macao                       | Stewart Racing                       | 1            | 0            | 0            | 0            | 0            | 0            | NC           |
| 2000     | Formula 3 francese                         | Carlin Motorsport                    | 2            | 1            | 1            | 0            | 0            | ?            | ?            |
| 2000     | Masters di Formula 3                       | Stewart Racing                       | 1            | 0            | 0            | 0            | 0            | 0            | 19º          |
| 2000     | Korea Super Prix                           | Carlin Motorsport                    | 1            | 1            | 1            | 0            | 1            | 0            | 1º           |
| 2001     | Formula Nippon                             | Team Impul                           | 10           | 0            | 0            | 0            | 0            | 2            | 14º          |
| 2001     | Korea Super Prix                           | Carlin Motorsport                    | 1            | 0            | 0            | 0            | 0            | 0            | 9º           |
| 2002     | World Series by Nissan                     | Tata RC Motorsport                   | 18           | 0            | 1            | 0            | 1            | 51           | 9º           |
| 2002     | Gran Premio di Macao                       | Carlin Motorsport                    | 1            | 0            | 0            | 0            | 0            | 0            | NC           |
| 2003     | World Series by Nissan                     | Carlin Motorsport                    | 18           | 0            | 0            | 0            | 4            | 121          | 4º           |
| 2003     | Gran Premio di Macao                       | Carlin Motorsport                    | 1            | 0            | 0            | 0            | 0            | 0            | WD           |
| 2004     | World Series by Nissan                     | Tata RC Motorsport                   | 18           | 2            | 1            | 0            | 4            | 100          | 6º           |
| 2004     | Campionato FIA GT                          | Scuderia Veregra                     | 1            | 0            | 0            | 0            | 0            | 0            | 54º          |
| 2005     | Formula 1                                  | Jordan Grand Prix                    | 19           | 0            | 0            | 0            | 0            | 5            | 18º          |
| 2006     | Formula 1                                  | Williams F1 Team                     | Collaudatore | Collaudatore | Collaudatore | Collaudatore | Collaudatore | Collaudatore | Collaudatore |
| 2006–07  | A1 Grand Prix                              | A1 Team India                        | 10           | 0            | 0            | 0            | 0            | 13           | 16º          |
| 2007     | Formula 1                                  | Williams F1 Team                     | Collaudatore | Collaudatore | Collaudatore | Collaudatore | Collaudatore | Collaudatore | Collaudatore |
| 2007–08  | A1 Grand Prix                              | A1 Team India                        | 18           | 2            | 1            | 0            | 2            | 61           | 10º          |
| 2008–09  | A1 Grand Prix                              | A1 Team India                        | 12           | 0            | 0            | 0            | 1            | 19           | 12º          |
| 2009     | Le Mans Series                             | Kolles                               | 4            | 0            | 0            | 0            | 0            | 11           | 19º          |
| 2009     | 24 Ore di Le Mans                          | Kolles                               | 1            | 0            | 0            | 0            | 0            | N/A          | 7º           |
| 2010     | Superleague Formula                        | PSV Eindhoven                        | 12           | 1            | 1            | 0            | 1            | 288          | 16º          |
| 2010     | NASCAR Camping World Truck Series          | Wyler Racing                         | 9            | 0            | 0            | 0            | 0            | 963          | 30º          |
| 2011     | Formula 1                                  | HRT Formula 1 Team                   | 9            | 0            | 0            | 0            | 0            | 0            | 26º          |
| 2012     | Formula 1                                  | HRT Formula 1 Team                   | 20           | 0            | 0            | 0            | 0            | 0            | 24º          |
| 2013     | Auto GP                                    | Zele Racing                          | 6            | 0            | 0            | 1            | 0            | 195          | 4º           |
| 2013     | Auto GP                                    | Super Nova International             | 10           | 5            | 4            | 2            | 7            | 195          | 4º           |
| 2014     | Super Formula                              | Lenovo Team Impul                    | 9            | 0            | 0            | 0            | 0            | 5            | 13º          |
| 2015     | Super Formula                              | Docomo Team Dandelion Racing         | 8            | 0            | 0            | 1            | 1            | 6            | 11º          |
| 2016     | Super Formula                              | Sunoco Team LeMans                   | 9            | 0            | 0            | 1            | 1            | 5            | 14º          |
| 2016–17  | MRF Challenge Formula 2000                 | MRF Racing                           | 4            | 0            | 0            | 0            | 0            | 0            | NC†          |
| 2017     | Super Formula                              | TCS Nakajima Racing                  | 7            | 0            | 0            | 0            | 0            | 0            | 19º          |
| 2018     | Super Formula                              | TCS Nakajima Racing                  | 6            | 0            | 0            | 0            | 0            | 4            | 15º          |
| 2019     | Super GT                                   | Modulo Nakajima Racing               | 8            | 0            | 0            | 0            | 1            | 23.5         | 12º          |
| 2019     | Super GT × DTM Dream Race – Race 2         | Modulo Nakajima Racing               | 1            | 1            | 0            | 1            | 1            | N/A          | 1º           |
| 2021     | Asian Le Mans Series                       | Racing Team India                    | 4            | 0            | 0            | 0            | 0            | 42           | 6º           |

### Risultati F1
| 2005 | Scuderia | Vettura |    |    |     |    |    |     |    |     |   |    |     |    |    |    |    |    |    |    |     |  | Punti | Pos. |
| ---- | -------- | ------- | -- | -- | --- | -- | -- | --- | -- | --- | - | -- | --- | -- | -- | -- | -- | -- | -- | -- | --- |  | ----- | ---- |
| 2005 | Jordan   | EJ15    | 15 | 11 | Rit | 12 | 13 | Rit | 16 | Rit | 4 | 15 | Rit | 16 | 13 | 14 | 20 | 11 | 15 | 15 | Rit |  | 5     | 18º  |

| 2011 | Scuderia | Vettura |    |     |    |    |    |    |    |    |  |    |  |  |  |    |    |    |    |  |  |  | Punti | Pos. |
| ---- | -------- | ------- | -- | --- | -- | -- | -- | -- | -- | -- |  | -- |  |  |  | -- | -- | -- | -- |  |  |  | ----- | ---- |
| 2011 | HRT      | F111    | NQ | Rit | 23 | 21 | 21 | 17 | 17 | 24 |  | SP |  |  |  | SP | SP | SP | 17 |  |  |  | 0     | 26º  |

| 2012 | Scuderia | Vettura |    |    |    |    |     |    |     |    |    |    |     |     |    |     |     |    |    |     |    |    | Punti | Pos. |
| ---- | -------- | ------- | -- | -- | -- | -- | --- | -- | --- | -- | -- | -- | --- | --- | -- | --- | --- | -- | -- | --- | -- | -- | ----- | ---- |
| 2012 | HRT      | F112    | NQ | 22 | 22 | 21 | Rit | 15 | Rit | 18 | 21 | 23 | Rit | Rit | 19 | Rit | Rit | 20 | 21 | Rit | 22 | 18 | 0     | 24º  |

| Legenda | 1º posto     | 2º posto | 3º posto    | A punti         | Senza punti/Non class.  | Grassetto – Pole position Corsivo – Giro più veloce |
| Legenda | Squalificato | Ritirato | Non partito | Non qualificato | Solo prove/Terzo pilota | Grassetto – Pole position Corsivo – Giro più veloce |

### Risultati Formula Nippon/Super Formula
| Year | Team                         | 1       | 2      | 3       | 4       | 5       | 6       | 7      | 8       | 9      | 10    | Punti | Pos. |
| ---- | ---------------------------- | ------- | ------ | ------- | ------- | ------- | ------- | ------ | ------- | ------ | ----- | ----- | ---- |
| 2001 | excite Impul                 | SUZ 6   | MOT 7  | MIN 9   | FUJ Rit | SUZ Rit | SUG 13  | FUJ 9  | MIN Rit | MOT 14 | SUZ 6 | 2     | 14°  |
| 2014 | Lenovo Team Impul            | SUZ Rit | FUJ 7  | FUJ 6   | FUJ 7   | MOT Rit | AUT 17  | SUG 11 | SUZ 10  | SUZ 8  |       | 5     | 13°  |
| 2015 | Docomo Team Dandelion Racing | SUZ 3   | OKA 10 | FUJ Rit | MOT 9   | AUT 14  | SUG 13  | SUZ 12 | SUZ 14  |        |       | 6     | 11°  |
| 2016 | Sunoco Team LeMans           | SUZ Rit | OKA 16 | FUJ 7   | MOT Rit | OKA 3   | OKA Rit | SUG 12 | SUZ 15  | SUZ 14 |       | 5     | 14°  |
| 2017 | TCS Nakajima Racing          | SUZ 13  | OKA 17 | OKA 13  | FUJ 14  | MOT Rit | AUT Rit | SUG 13 | SUZ C   | SUZ C  |       | 0     | 19°  |
| 2018 | TCS Nakajima Racing          | SUZ 17  | AUT C  | SUG 5   | FUJ 16  | MOT 11  | OKA 13  | SUZ 17 |         |        |       | 4     | 15°  |